# International Ridge Park
International Ridge Park är en park i Kanada.   Den ligger i provinsen British Columbia, i den södra delen av landet, 3 500 km väster om huvudstaden Ottawa. International Ridge Park ligger 659 meter över havet. Den ligger vid sjön Cultus Lake.
Terrängen runt International Ridge Park är varierad. Närmaste större samhälle är Chilliwack, 14,9 km norr om International Ridge Park.
I omgivningarna runt International Ridge Park växer i huvudsak barrskog. Trakten runt International Ridge Park är nära nog obefolkad, med mindre än två invånare per kvadratkilometer.